# Runenstein 1 von Østerlars

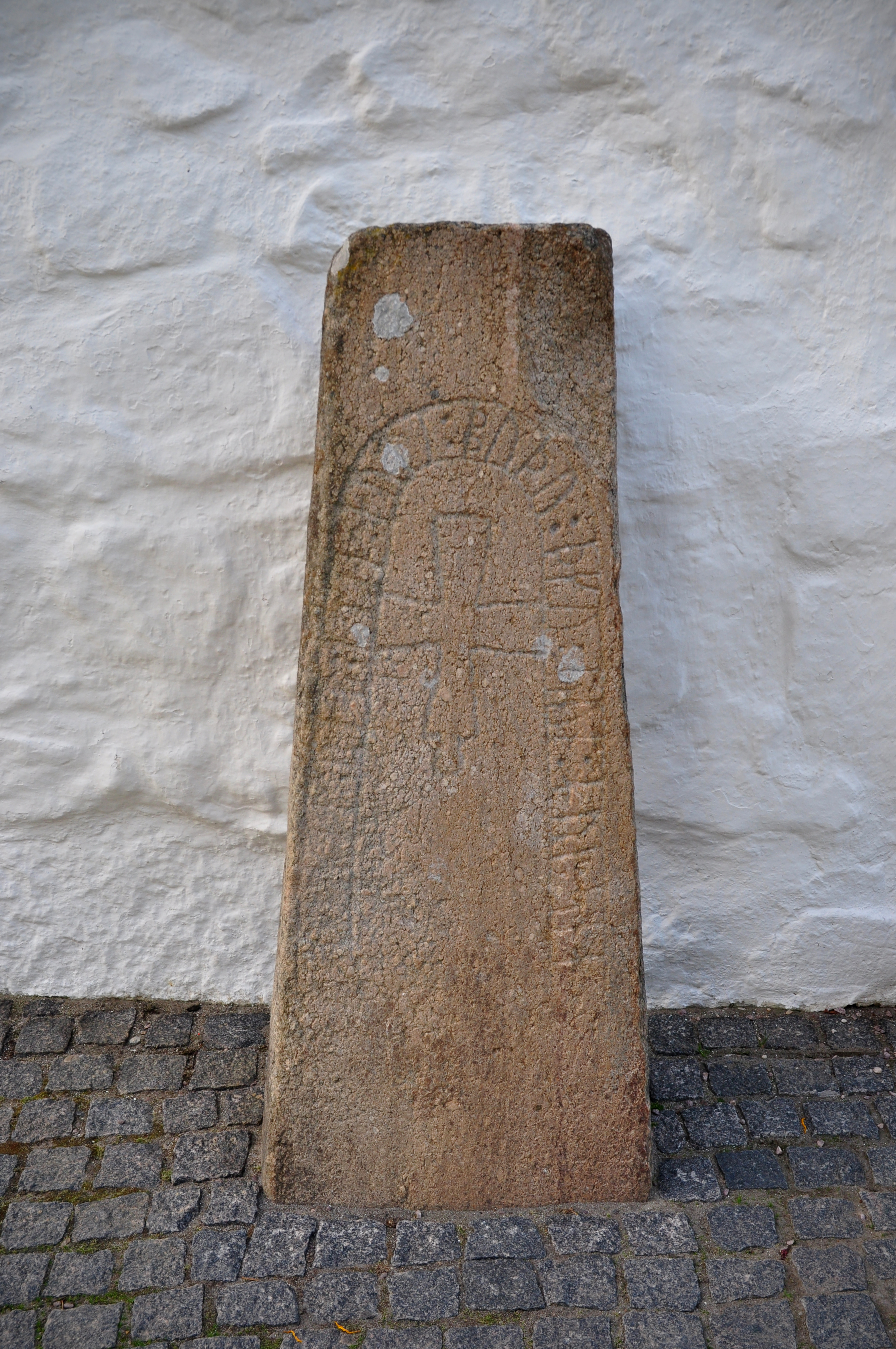
Runenstein 1 von Østerlars

Der Runenstein 1 von Østerlars (dänisch Østerlarsker-sten 1) steht auf dem Friedhof der Østerlars Rundkirche auf der dänischen Insel Bornholm.
Der 1643 gefundene, gut erhaltene Runenstein (DR 397 oder Bh 48) wird erstmals in Ole Worms (1588–1654) Monumenta Danica erwähnt. Der Stein befand sich damals vor dem Karnhaus der Østerlars-Kirche.
Der mittig mit einem Tatzenkreuz verzierte Stein gehört zur Gruppe der späten Bornholmer Steine aus der Übergangszeit zwischen der Wikingerzeit (800 bis 1050 n. Chr.) und dem älteren Mittelalter (1075–1125 n. Chr.) Der Runenstein aus Granit ist etwa 1,5 m hoch, 38–59 cm breit und 28 cm dick.
Die Inschrift auf der Breitseite des Steins lautet. „Thykil / Thorkil hob Steine nach {buþu}, {þku} Sohn ...“
Übersetzt: „Thorkell errichtete den Stein in Erinnerung an {buþu}, {þku} seinen {Sohn} ...“
Einige Sequenzen scheinen untypische Abkürzungen zu sein. Die Inschrift ist aus diesem Grund nur schwer zu interpretieren. 
Die Runenhöhe beträgt 7,0 cm. Als Worttrennzeichen sind Doppelpunkte eingesetzt. Die konturierte Schrift steht in Rahmenbändern mit äußeren und inneren Rahmenlinien und beginnt unten links. Dieser Stein und der Runenstein an der Kirche von Rø (Røsten, DR 409 oder Bh 12) sowie der Runenstein 6 von Østermarie (DR 395 oder Bh 56) wurden möglicherweise vom gleichen Runenmeister geritzt.
In der Kirche steht der Runenstein Øster Larsker 2.